# Покровское (озеро, Ленинградская область)
Покровское (фин. Sälöjärvi) — озеро на территории Севастьяновского сельского поселения Приозерского района Ленинградской области.

## Общие сведения
Площадь озера — 1,2 км². Располагается на высоте 19,5 метров над уровнем моря.
Форма озера лопастная. Берега сильно изрезанные, каменисто-песчаные, местами скалистые, местами заболоченные.
Из северной оконечности озера вытекает безымянный водоток, втекающий в озеро Белокаменное, через которое протекает река Севастьяновка, берущая начало из озера Бобровского и впадающая в озеро Невское, из которого вытекает река Новинка, которая, в свою очередь, втекает в озеро Вуоксу.
К юго-западу от озера располагается бессточное озеро Семиостровье, также относящееся к бассейну Новинки
В озере несколько островов различной площади, однако их количество может варьироваться в зависимости от уровня воды (некоторые превращаются в полуострова).
С юга от озера проходит лесная дорога.
Название озера переводится с финского языка как «озеро-щепка».
Код объекта в государственном водном реестре — 01040300211102000012738.